# نیکلاس کالاس
نیکلاس کالاس (یونانی: Νικόλαος Κάλας؛ ۱۹۰۷ – ۱۹۸۸) نویسنده و شاعر فراواقع‌گرایی اهل یونان بود.